# Naalehu
Naalehu és una concentració de població designada pel cens dels Estats Units a l'estat de Hawaii. Segons el cens del 2000 tenia 919 habitants.

## Demografia
Segons el cens del 2000, Naalehu tenia 919 habitants, 290 habitatges, i 209 famílies La densitat de població era de 164,52 habitants per km².
Dels 290 habitatges en un 31,7% hi vivien nens de menys de 18 anys, en un 54,1% hi vivien parelles casades, en un 11,0% dones solteres, i en un 27,9% no eren unitats familiars. En el 25,9% dels habitatges hi vivien persones soles el 12,1% de les quals corresponia a persones de 65 anys o més que vivien soles. El nombre mitjà de persones vivint en cada habitatge era de 3,17 i el nombre mitjà de persones que vivien en cada família era de 3,77.
Per edats la població es repartia de la següent manera: un 30,6% tenia menys de 18 anys, un 7,8% entre 18 i 24, un 23,4% entre 25 i 44, un 21,7% de 45 a 64 i un 16,5% 65 anys o més.
L'edat mediana era de 35,6 anys. Per cada 100 dones hi havia 96,79 homes. Per cada 100 dones de 18 o més anys hi havia 96,31 homes.
La renda mediana per habitatge era de 31.750 $ i la renda mediana per família de 36.964 $. Els homes tenien una renda mediana de 23.625 $ mentre que les dones 20.125 $. La renda per capita de la població era d'11.755 $. Aproximadament el 16,8% de les famílies i el 20,4% de la població estaven per davall del llindar de pobresa.

## Poblacions més properes
El següent diagrama mostra les poblacions més properes.